# Parallels
Parallels, Inc (ранее SWsoft) — частная компания, специализирующаяся на разработке программного обеспечения. Компания была основана в 1999 году.
Штат компании насчитывает более 300 сотрудников, работающих в более чем 10 странах мира. Головной офис Parallels находится в Сиэтле (штат Вашингтон, США). Центры разработок находятся в ряде российских городов (Москва, Санкт-Петербург, Новосибирск), Таллине (Эстония) и Слиме (Мальта).

## История
Компания SWsoft (первоначальное название — Standard & Western Software) была основана в 1999 году.
В 2003 году была приобретена новосибирская компания Plesk — крупнейший в России разработчик панелей управления.
В 2004 году также была приобретена компания Parallels. В 2007 году компания приобрела конкурента Sphere.
В 2007 году произошёл ребрендинг объединённой компании, которая стала называться Parallels — по наиболее известному на тот момент продукту.
В 2008 году Parallels объявила о приобретении ModernGigabyte, фирмы-производителя автоматизированной системы биллинга ModernBill и других решений для автоматизации хостинга.
В 2015 году Parallels приобрела небольшую компанию 2X Software (основана в 2004 году) — мальтийского разработчика приложений удаленного доступа и решений по управлению мобильными устройствами.
Также, в 2015 году было выделено бизнес-направление Odin Service Automation. В том же году американский IT-дистрибутор Ingram Micro приобрёл технологии управления облачными услугами, патенты и бренд Odin.
В конце 2015 года компания Parallels разделилась на три независимые компании в составе Parallels Holding Limited. Входившие ранее в Odin бизнес-подразделения Plesk, занимающееся разработкой решений по управлению веб-хостингом, и Virtuozzo, работающее над технологией контейнерной виртуализации, не вошли в сделку по продаже Odin и стали отдельными компаниями.
Parallels стала заниматься кроссплатформенными технологиями (в основном, для Mac) и средствами управления мобильными устройствами
. Также под брендом Parallels остались решения компании 2X Software.
27 ноября 2018 года в интернет-издании TechCrunch появилась информация, что компанию Parallels покупает канадская компания Corel, закрытие сделки планируются в 2019 году. Позже главный исполнительный директор Parallels подтвердил это.
5 марта 2022 года компания заявила об уходе из России.

## Руководство
Основатели компании — Сергей Белоусов, Илья и Яков Зубаревы, Николай Добровольский.
В 2011 году Сергей Белоусов передал полномочия президента, а впоследствии пост генерального директора Биргеру Стену, занимавшему до того времени различные посты в компании Microsoft и известному 10-кратным увеличением выручки российского представительства Microsoft в период с 2004-2009 гг.
Основатель Parallels (которую приобрела в 2004 году SWsoft) Николай Добровольский входит в руководство холдинга.
После разделения на несколько отдельных компаний под управлением Parallels Holding Limited компанию Parallels возглавил Яков Зубарев.

## Акционеры и инвесторы
По данным на 2014 год контрольным пакетом Parallels владеют Сергей Белоусов и Илья Зубарев.
Основателям Parallels (которую приобрела в 2004 году SWsoft) и сотрудникам, получившим опционы, принадлежит 25 % компании. Ещё четверть распределена между венчурными фондами и другими миноритариями.
В 2005 году фонд Insight Venture Partners вместе с Bessemer Venture Partners и Intel Capital купил неизвестную, но небольшую долю в Parallels за $12,5 млн. А в 2009 году Almaz Capital Partners (совместный фонд Cisco и UFG) приобрел 5 % Parallels за $11 млн.
В январе 2013 г. Cisco получила около 1 % акций Parallels. В 2014 году Parallels продал пакет своих акций компании Ingram Micro — крупнейшему мировому дистрибутору информационных технологий.

## Деятельность
Основная деятельность компании Parallels связана с разработкой высокотехнологичного программного обеспечения для конечных пользователей, сервис-провайдеров, хостинговых и телекоммуникационных компаний. Другими направлениями работы Parallels было развитие рынка услуг хостинга приложений (SaaS) и решений по созданию инфраструктуры виртуальных ПК (VDI).
После разделения на отдельные компании в рамках холдинга компания Parallels стала заниматься кроссплатформенными технологиями (в основном, для Mac), приложениями удаленного доступа и средствами управления мобильными устройствами.
По данным Parallels, основные рынки сбыта продукта — США (40 %), Европа (40 %), Япония (20 %), а Россия занимает около 1 %.
По состоянию на 2015 год Parallels имеет 96 патентов, ещё столько же заявок ожидают одобрения патентных ведомств США, России и Азии.

## Подготовка кадров
Parallels работает над подготовкой IT-кадров. Так, в Московском физико-техническом институте действует базовая кафедра теоретической и прикладной информатики. За время сотрудничества МФТИ и Parallels кафедрой выпущено более 600 специалистов.
Кроме того, работают лаборатории в Санкт-Петербургском академическом университете, МГТУ имени Баумана и вскоре появится в Таллинском техническом университете. Также Parallels — партнёр Факультета информационных и коммуникационных технологий Мальтийского университета (ICT Faculty at The University of Malta) и сотрудничает с НИУ Высшая Школа Экономики.

## Основные продукты
В результате разделения компании Parallels в рамках одного холдинга Parallels Holding часть продуктов стали выпускать выделенные компании под отдельными брендами — Virtuozzo (продукт Virtuozzo Containers, ранее Parallels Virtuozzo Containers) и Plesk (продукт Plesk Panel, ранее — Parallels Plesk Panel).

### Parallels Desktop для Mac
Parallels Desktop для Mac — решение в области виртуализации для macOS, позволяющее пользователям запускать Windows, Linux и другие операционные системы, а также программное обеспечение, написанное для этих операционных систем. Благодаря тому, что виртуальная машина запускается под macOS как обычное приложение, пользователю не нужно для запуска другой операционной системы или программного обеспечения для неё перезагружать компьютер, в отличие от предложенной Apple технологии Boot Camp.
В комплект поставки Parallels Desktop 12 for Mac входит ряд утилит, которые дают возможность выполнять самые распространённые задачи, используя специализированные инструменты, работающие и на Mac, и на виртуальных машинах Windows, в том числе: режимы презентации без отвлекающих факторов и для Mac, и для виртуальных машин Windows; архивация, шифрование и защита паролем всех файлов; удобное создание снимков экрана и запись видео экрана, окна или области; загрузка видео с YouTube, Facebook и других веб-сайтов одним щелчком мыши; инструменты для работы со временем (будильник, таймер, обратный отсчет даты и секундомер); извлечение файлов из архивов (ZIP, RAR и многих других).
В Parallels Desktop 12 для Mac также реализован ряд дополнительных функций, в том числе возможность приобрести операционную систему Windows 10 и установить её с помощью специального мастера.
В числе прочих особенностей продукта: поддержка приложения Xbox для Windows 10 и возможность потоковой передачи игр Xbox на компьютер Mac; хранение используемых в Microsoft Edge и Internet Explorer паролей в связке ключей Mac Keychain; архивация виртуальных машин для экономии дискового пространства и возможность настройки ограничений для использования ресурсов гостевыми системами; улучшенная поддержка дисплеев Retina; наличие предварительно настроенных сетевых профилей; упрощённое резервное копирование виртуальных машин и прочие функции. Кроме того, появилась поддержка Vagrant.
Дополнительные приложения:
- Parallels Explorer — приложение поставляющееся с Parallels Desktop for Mac. Предназначено для обеспечения возможности просмотра и изменения содержимого виртуальных дисков от Parallels Desktop for Mac, VMware и Virtualbox.
- Parallels Compressor — приложение поставляющееся с Parallels Desktop for Mac. Это приложение используется для уменьшения физического размера виртуального диска.

В 2012 году NASA и JPL использовали Parallels Desktop для Mac в проекте исследования Марса — Curiosity (марсоход). В частности, компьютеры Mac использовали при проведении дистанционной посадки марсохода. Операция прошла успешно и была названа NASA «самой сложной в истории посадкой, которая когда-либо была предпринята на Марсе».

### Parallels Mac Management
Parallels Mac Management для Microsoft System Center Configuration Manager (SCCM) дает возможность использовать всю функциональность SCCM для компьютеров Mac, позволяя специалистам ИТ-департамента применять уже существующие процессы и навыки для управления ими. С Parallels Mac Management можно из единого окна обнаруживать, регистрировать и управлять компьютерами Mac так, как будто это обычные ПК в сети: от развертывания образов Mac OS X до управления виртуальными машинами, запущенными в Parallels Desktop for Mac Enterprise Edition.

### Parallels Remote Application Server
Parallels Remote Application Server v15 — это дальнейшее развитие известного в профессиональных кругах программного комплекса 2X ApplicationServer, перешедшего в руки Parallels в результате приобретения в 2015 году компании 2X Software. С точки зрения технологий Parallels Remote Application Server объединяет возможности VDI и удаленного доступа к приложениям. Продукт ориентирован на компании малого и среднего бизнеса и позволяет в кратчайшие сроки организовать сотрудникам удалённый доступ к полнофункциональному рабочему окружению Windows и выбранным приложениям на базе этой операционной системы с любого устройства.
Parallels RAS поддерживает все основные гипервизоры (Microsoft Hyper-V, VMware vSphere, Citrix XenServer) плюс службу удалённых рабочих столов Remote Desktop Services. Пользователь при этом может работать с самых разных устройств — под Windows, Mac OS, Android, iOS, Windows Phone и Chrome OS, включая микрокомпьютер Raspberry Pi и различные тонкие клиенты. Также возможен доступ к приложениям непосредственно из браузера с использованием технологии HTML5 без установки специального клиента.
Для обеспечения защищённого доступа к корпоративным информационным ресурсам и бизнес-приложениям в Parallels RAS можно использовать инструмент RAS Secure Client Gateway для SSL-шифрования RDP-трафика, а платформа Windows, в свою очередь, позволяет использовать также подключение RDP через SSL, что в итоге дает по факту двойную обработку трафика через SSL.

### Parallels Access
Parallels Access — мобильное приложение удаленного доступа. В нём реализован суперклиент удаленного доступа, позволяющий работать с Windows-приложениями на уровне приложений iOS и Android.
Инструментарий функционирует в связке с предварительно установленным на удалённый компьютер модулем Access Agent. В результате у пользователя появляется возможность дистанционно работать на iPhone, iPad или Android с браузером Internet Explorer, офисными приложениям Word, Excel, PowerPoint, графическим редактором Adobe Photoshop и прочим Windows- и Mac-софтом, используя привычные мультитач-жесты. Parallels Access обеспечивает прозрачную работу с десктопными приложениями, поддерживает привычные функции и средства управления (копирование/вставку данных, прокрутку окон, выделение/перенос текстовой информации и проч.), имеет в своём составе виртуальную клавиатуру и позволяет открывать программы во весь экран iPad с использованием всех возможностей дисплеев Retina. Продукт оптимизирован для работы на низких скоростях сетевого соединения и обеспечивает шифрование передаваемых по сети данных.
Parallels Access также позволяет работать с удалённым компьютером с любых устройств с браузером (с поддержкой HTML5).

### Parallels Toolbox
Parallels Toolbox — отдельное приложение, содержащее подборку утилит для пользователей Mac, в том числе позволяющих сделать скриншот, видеозапись экрана, скачать видео из интернет, конвертировать видео или отключить микрофон компьютера, а также секундомер, будильник, таймер, сервис архивации и разархивации файлов, блокировки экрана, диктофон, возможность скрыть файлы с рабочего стола и др.
Кроме того, функционал Parallels Toolbox доступен в составе продукта Parallels Desktop 12).

### Parallels Workstation
Parallels Workstation позволял пользователю создавать неограниченное число виртуальных машин на компьютерах с Windows или Linux. Это решение поддерживало большинство дистрибутивов Windows и Linux как в качестве основной, так и в качестве гостевой операционной системы. Оно было ориентировано на пользователей, желающих иметь быстрый доступ к программам, рассчитанным на запуск под Windows или Linux. Благодаря тому, что виртуальная машина с любой из этих операционных систем запускается на основной операционной системе как обычное приложение, пользователю не нужно перезагружать компьютер. Программа снята с производства.

## Награды
Решения Parallels получили более 30 международных наград. В 2008 г. компания стала одним из ста финалистов награды Red Herring 100, присуждаемой наиболее технологичным частным компаниям Северной Америки. Кроме того, Parallels стала лауреатом ежегодной премии CNews Awards 2008 в номинации «ИТ-компания года», получив награду за достижения на мировом рынке виртуализации.
По итогам 2016 года Parallels признана лучшей инновационной компанией и разработчиком программного обеспечения на Мальте и получила бизнес-премию «Best in Business 2016».